# ヌイコック湖
ヌイコック湖（ベトナム語：Hồ Núi Cốc / 湖𡶀谷）は、ベトナム社会主義共和国タイグエン省タイグエン市にある人工淡水湖である。紅河の支流である公河（コン川）によって形成された。

## 地理

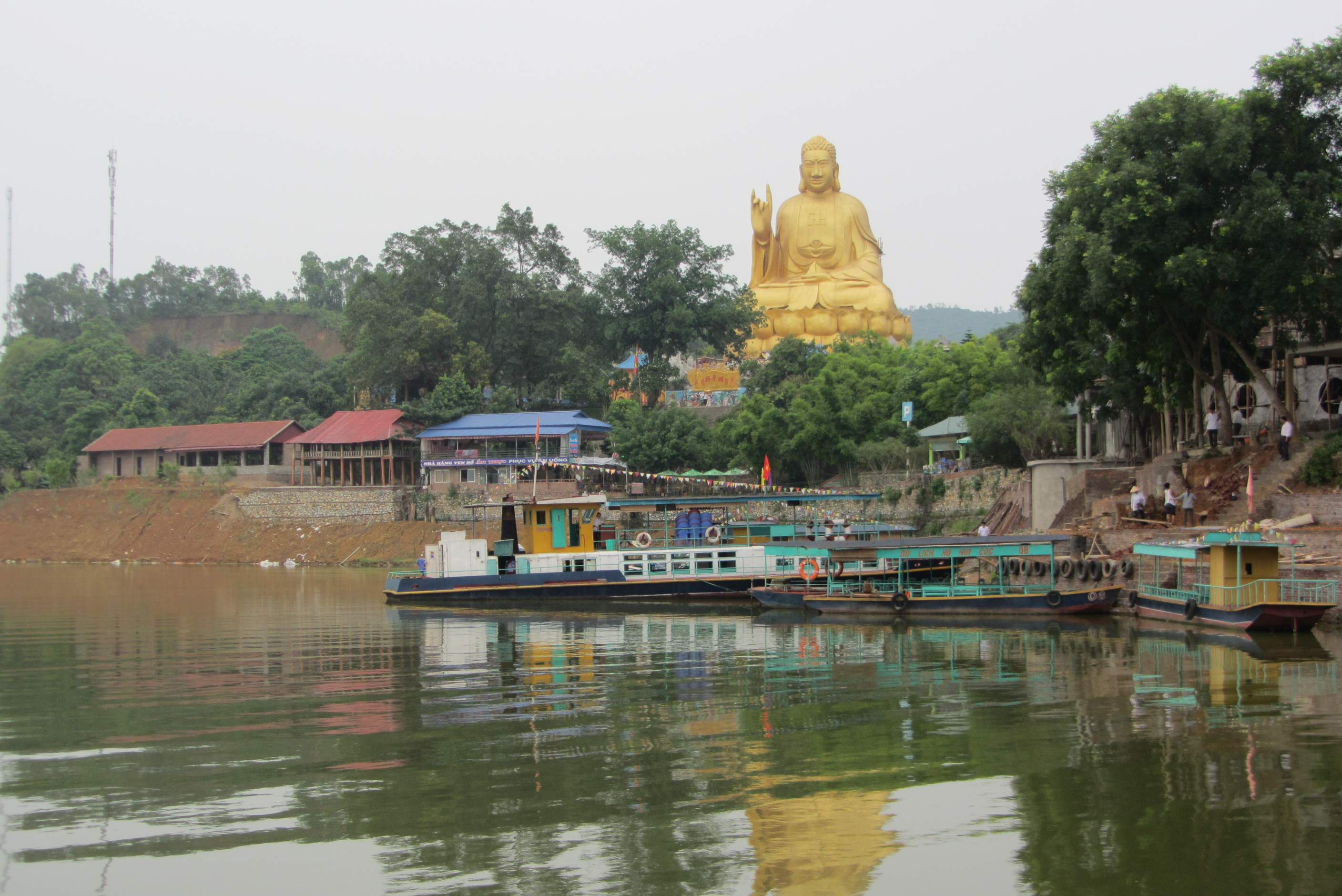
巨大な仏像とエコパークの遊覧船

コック山（ベトナム語: Núi Cốcに囲まれていて自然豊かな場所にあり、紅河の支流のコン河が流入河川となる湖である。湖岸は北岸と南岸の2つの岸が存在し、北岸では高級民宿の「ケオラチャム」が自然に囲まれた丘の斜面に存在している。他にはウォーターパークや人工的に作られた恐竜公園が所在する。

## 湖とその境

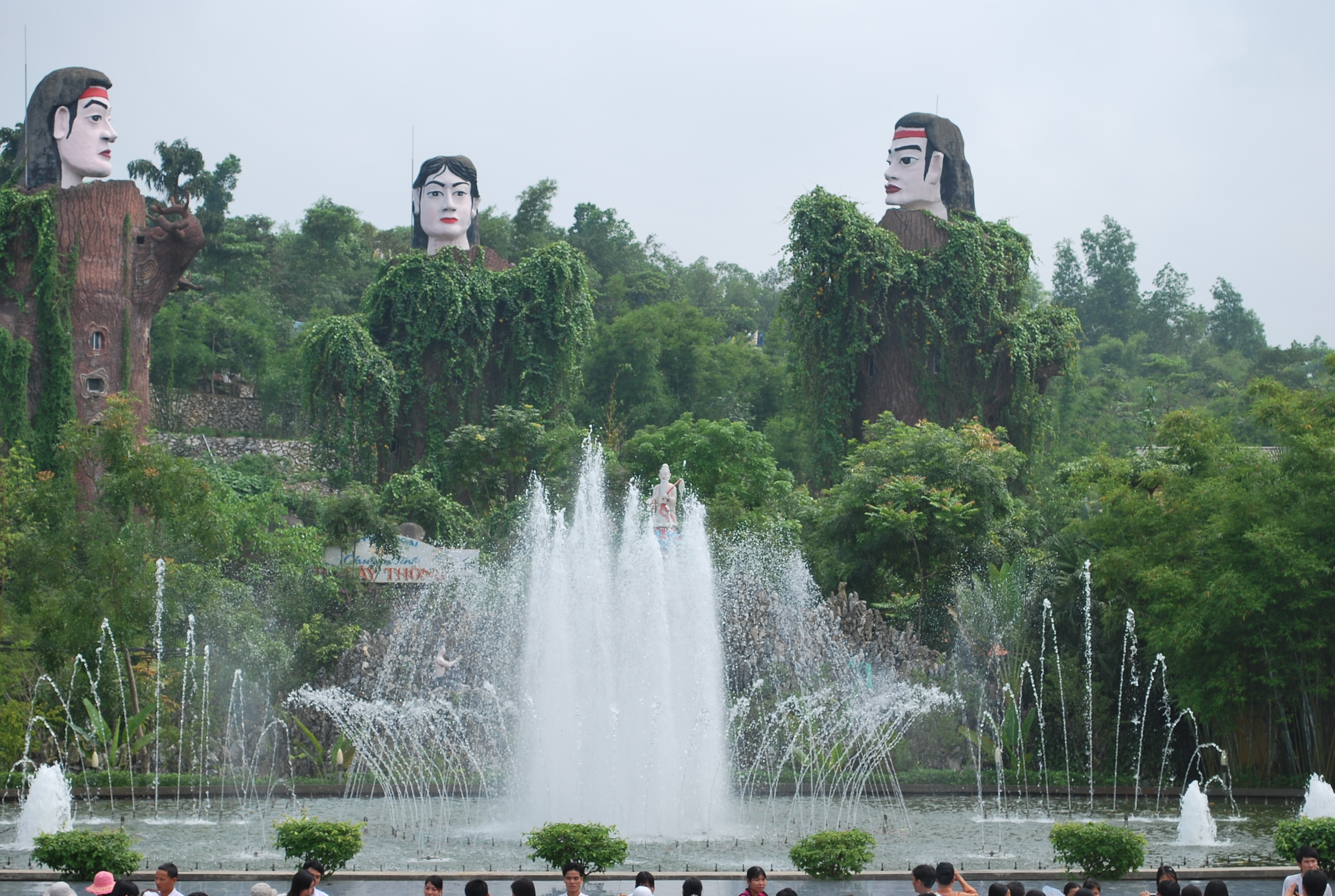
エコパークの音楽の噴水

## 伝記

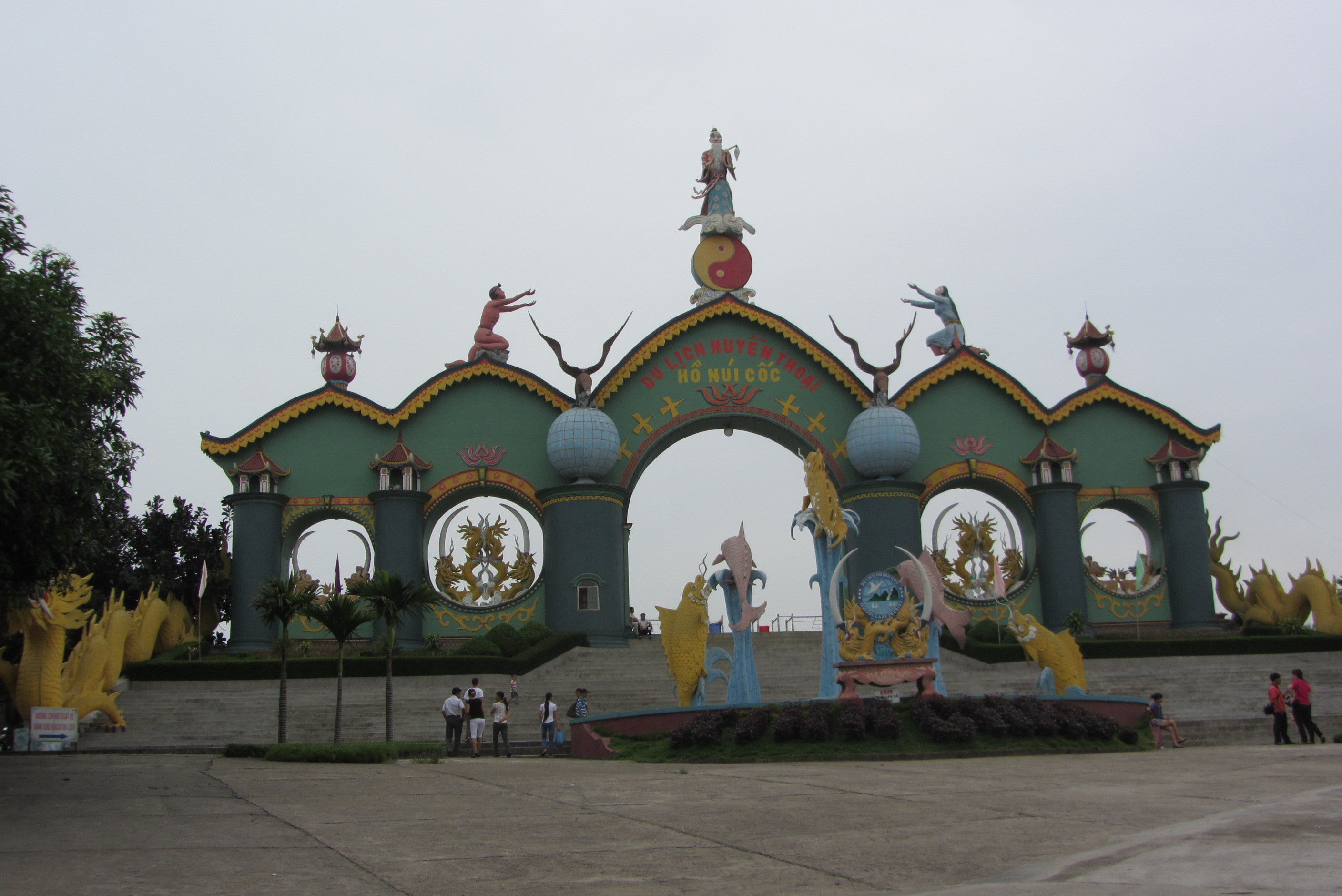
エコパークへの玄関口